# Organização Militar Ucraniana
A Organização Militar Ucraniana (ucraniano Українська Військова Організація, UVO) foi a organização de libertação nacional ucraniana, activa no território da Galícia ucraniana entre as duas guerras mundiais. Encabeçada inicialmente pelo seu fundador Yevhen Konovalets, a organização definiu a luta armada como o principal meio de alcançar a independência política da Ucrânia.

## História
Criada pelos ex-membros de Atiradores de Sich em agosto de 1920 em Praga, a  UVO era um movimento político e militar clandestino. Inicialmente as suas actividades eram estendidas a todos os países da Europa Central e do Leste com a forte presença da Diáspora ucraniana: Polónia, Checoslováquia, URSS e Roménia, mais tarde a UVO concentrou-se nas operações no território ucraniano ocupado pela Polónia. UVO também possuía as células organizativas na Alemanha, Lituânia, Áustria e na Cidade Livre de Danzig. 
Além da educação militar da juventude ucraniana, a UVO combatia qualquer tipo de cooperação entre as autoridades polacas e sociedade civil ucraniana. O grupo estava em permanente conflito com as autoridades polacas, respondendo com a violência armada à opressão política e nacional da 2ª República polaca. A UVO organizou vários atentados contra os políticos polacos e ucranianos, alguns dos quais com sucesso. Entre os atentados podem-se mencionar o atentado falhado contra Marechal Józef Piłsudski e  prefeito de Lviv Kazimierz Grabowski no dia 25 de Setembro de 1921, o assassinato do poeta ucraniano Sydir Tverdohlib e activistas ucranianos Vasyl Pihulak e Ivan Bachmaszczuk em 1922, além dos atentados falhados contra o Presidente da Polónia Stanisław Wojciechowski em 1924 e o político do bloco BBWR Tadeusz Hołówko. UVO organizou três atentados à bomba na Feira Comercial de Lviv em 1929, colocou as bombas nas esquadras de polícia em Jaworowo, Gródek, Uhnów, Lubaczów, perpetuou vários ataques de expropriação, no mais audaz conseguindo a quantia de 100,000 złoty (equivalentes aos 20,000 dólares americanos) na Estação dos Correios de Lviv em 1925.
Embora UVO formalmente existia até o início da Segunda Guerra Mundial, entre 1929 e 1934 a organização tornou-se a parte integrante da recém-formada Organização dos Nacionalistas Ucranianos. Além do Yevhen Konovalets, outro notável líder do UVO era Andriy Melnyk e Y. Indyshevskyi.